# Antoku
Cesarz Antoku (jap. 安徳天皇 Antoku tennō; ur. 22 grudnia 1178, zm. 25 kwietnia 1185) — 81. cesarz Japonii, według tradycyjnego porządku dziedziczenia.
Antoku panował w latach 1180–1185.
W trakcie przegranej przez ród Taira bitwy w zatoce Dan-no-ura (ostatniej odsłony wojny Gempei) zginął śmiercią samobójczą, skacząc w wody cieśniny Shimonoseki wraz ze swoją babką Taira no Tokiko, wówczas sprawującą urząd regenta.
Mauzoleum cesarza Antoku znajduje się w Shimonoseki. Nazywa się Amida-ji no misasagi.